# 黑鰭鼠鱈
黑鰭鼠鱈，為輻鰭魚綱鱈形目鼠尾鱈科的其中一種，分布於中東太平洋夏威夷群島海域，屬深海底棲性魚類，深度572-1602公尺，體長可達30公分，棲息在底層水域，生活習性不明。

## 扩展阅读
維基物種上的相關：黑鰭鼠鱈